# Conseil communal de la ville de Luxembourg
Ne doit pas être confondu avec Conseil communal (Luxembourg).
Législature 2023 – 2029
Hôtel de ville
Le conseil communal de la ville de Luxembourg (en luxembourgeois : Gemengerot vun der Stad Lëtzebuerg ; en allemand : Gemeinderat der Stadt Luxemburg) est l'assemblée délibérante de la ville de Luxembourg, la capitale du grand-duché du même nom.

## Système électoral
Les personnes inscrites sur les listes électorales procèdent à l'élection directe des membres du conseil communal. Les électeurs disposent d'autant de suffrages qu'il y a de conseillers à élire au conseil communal.
Les conseillers communaux sont élus pour une période de 6 ans et sont rééligibles.
Depuis le 1er janvier 1964, le nombre de conseillers communaux est fixé à 27 dans dont 6 échevins. Les élections se font au scrutin de liste avec représentation proportionnelle comme pour les communes dont la population est supérieure à 3 000 habitants.

## Organisation

### Bourgmestre
Les dernières élections ont eu lieu le 11 juin 2023. Au collège échevinal, le Parti démocratique (DP) et le Parti populaire chrétien-social (CSV) forment une coalition sous la direction de la bourgmestre, Lydie Polfer.

### Conseillers communaux
| Parti | Parti                                                                                    | Membres, |
| ----- | ---------------------------------------------------------------------------------------- | -------- |
|       | Parti démocratique (lb) Demokratesch Partei                                              | 10 / 27  |
|       | Parti populaire chrétien-social (lb) Chrëschtlech-Sozial Vollekspartei                   | 6 / 27   |
|       |                                                                                          |          |
|       | Les Verts (lb) déi gréng                                                                 | 5 / 27   |
|       | Parti ouvrier socialiste luxembourgeois (lb) Lëtzebuerger Sozialistesch Aarbechterpartei | 4 / 27   |
|       | La Gauche (lb) déi Lénk                                                                  | 1 / 27   |
|       | Parti réformiste d'alternative démocratique (lb) Alternativ Demokratesch Reformpartei    | 1 / 27   |

| Portrait | Conseiller            | Depuis le         | Date de naissance | Notes           | Parti | Parti |
| -------- | --------------------- | ----------------- | ----------------- | --------------- | ----- | ----- |
|          | Lydie Polfer          | 28 novembre 2005  | 22 novembre 1952  | Bourgmestre     |       | DP    |
|          | Maurice Bauer         | octobre 2011      | 11 octobre 1971   | Premier échevin |       | CSV   |
|          | Patrick Goldschmidt   | 19 octobre 2009   | 2 février 1970    | Échevin         |       | DP    |
|          | Corinne Cahen         | 6 juillet 2023    | 16 mai 1973       | Échevine        |       | DP    |
|          | Simone Beissel        | 30 septembre 1991 | 27 avril 1953     | Échevine        |       | DP    |
|          | Paul Galles           | 4 décembre 2017   | 18 mai 1973       | Échevin         |       | CSV   |
|          | Laurent Mosar         | 1997              | 8 février 1958    | Échevin         |       | CSV   |
|          | Anne Kaiffer          | 17 juillet 2023   |                   |                 |       | DP    |
|          | Colette Mart          | juin 2023         | 27 avril 1955     |                 |       | DP    |
|          | Sylvia Camarda        | 4 décembre 2017   | 21 septembre 1978 |                 |       | DP    |
|          | Robert L. Philippart  | 17 juillet 2023   | 2 avril 1960      |                 |       | DP    |
|          | Pascale Arend         | 2011              | 16 mai 1973       |                 |       | DP    |
|          | Claude Radoux         | 28 janvier 2008   | 27 août 1963      |                 |       | DP    |
|          | Emilie Costantini     | 2023              | 1er décembre 1979 |                 |       | CSV   |
|          | Angélique Bartolini   | 4 décembre 2023   | 21 janvier 1979   |                 |       | CSV   |
|          | Bob Biver             | 4 décembre 2023   | 17 décembre 1985  |                 |       | CSV   |
|          | François Benoy        | 9 décembre 2013   | 7 février 1985    |                 |       | Gréng |
|          | Claudie Reyland       | 13 mars 2017      | 15 mai 1964       |                 |       | Gréng |
|          | Nicolas Back          | 17 juillet 2023   | 8 novembre 1986   |                 |       | Gréng |
|          | Christa Brömmel       | 2017              | 15 octobre 1965   |                 |       | Gréng |
|          | Linda Gaasch          | 28 janvier 2019   | 14 mai 1988       |                 |       | Gréng |
|          | Gabriel Boisante      | 27 janvier 2020   | 8 octobre 1977    |                 |       | LSAP  |
|          | Maxime Miltgen        | 17 juillet 2023   | 4 juillet 1993    |                 |       | LSAP  |
|          | Antonia Afonso Bagine | 17 juillet 2023   | 28 juillet 1974   |                 |       | LSAP  |
|          | Marie-Marthe Muller   | 8 juillet 2024    | 10 avril 1962     |                 |       | LSAP  |
|          | Tom Weidig            | 17 juillet 2023   | 7 décembre 1972   |                 |       | ADR   |
|          | David Wagner          | 30 septembre 2024 | 3 mars 1979       |                 |       | Lénk  |

## Historique
| Élection | CSV | LSAP | DP | KPL | GAP | GLEI | Gréng | ADR | NB | Lénk | PPL | Divers | Total |
| -------- | --- | ---- | -- | --- | --- | ---- | ----- | --- | -- | ---- | --- | ------ | ----- |
| 1945     | 9   | 7    | 7  | 2   | –   | –    | –     | –   | –  | –    | –   | –      | 25    |
| 1951     | 9   | 10   | 6  | 0   | –   | –    | –     | –   | –  | –    | –   | –      | 25    |
| 1957     | 9   | 8    | 8  | 0   | –   | –    | –     | –   | –  | –    | –   | –      | 25    |
| 1963     | 9   | 11   | 6  | 1   | –   | –    | –     | –   | –  | –    | –   | –      | 27    |
| 1969     | 8   | 9    | 8  | 2   | –   | –    | –     | –   | –  | –    | –   | –      | 27    |
| 1975     | 10  | 6    | 9  | 1   | –   | –    | –     | –   | –  | –    | –   | 1      | 27    |
| 1981     | 9   | 7    | 9  | 1   | –   | –    | –     | –   | –  | –    | –   | 1      | 27    |
| 1987     | 8   | 6    | 10 | 1   | 1   | 1    | –     | –   | –  | –    | –   | –      | 27    |
| 1993     | 7   | 6    | 10 | 0   | –   | –    | 3     | 1   | 0  | –    | –   | –      | 27    |
| 1999     | 6   | 5    | 11 | 0   | –   | –    | 2     | 2   | –  | –    | –   | 1      | 27    |
| 2005     | 6   | 4    | 11 | 0   | –   | –    | 5     | 1   | –  | –    | –   | –      | 27    |
| 2011     | 5   | 4    | 10 | 0   | –   | –    | 5     | 1   | –  | 2    | –   | –      | 27    |
| 2017     | 7   | 3    | 9  | 0   | –   | –    | 5     | 1   | –  | 2    | 0   | –      | 27    |
| 2023     | 6   | 3    | 10 | 0   | –   | –    | 5     | 1   | –  | 1    | 1   | –      | 27    |